# Quilles boulonnaises
Le jeu de quilles boulonnaises est un jeu traditionnel originaire du nord de la France, plus spécifiquement des communes qui font partie de l'actuel département du Pas-de-Calais. C'est un jeu de la même famille du bowling et les règles peuvent varier selon les quillers. La pratique de quilles boulonnaises a été inscrite à l'Inventaire du patrimoine culturel immatériel en France en 2012.
Actuellement, dans le canton de Desvres on compte plus de 300 joueurs actifs.

## Histoire
Jusqu'aux années 1960, le jeu de quilles boulonnaises était un jeu pratiqué presque exclusivement par les hommes pendant les weekends après la messe. Le terrain de jeu se trouvait proche du café de chaque village. À partir des années 1970 les règles du jeu deviennent plus standardisées permettant des championnats entre différents villages et les joueurs s'organisent en clubs (juridiquement des associations loi de 1901),. Des nouveaux terrains de jeu couverts ont été construits par les clubs et les communes.

## Règles du jeu

### Terrain et éléments matériels du jeu
Le terrain des quilles boulonnaises s'appelle le quillier. Il est composé par une dache (carré en métal qui signalise le pas de tir) placée à 6,5 mètres de l'ensemble de quilles, et par une autre dache placée à 5,2 mètres utilisée pour positionner les femmes et les enfants. Les quilles sont incrustées sur un carré percé de neuf trous (trois lignes de trois trous). Le quillier est aussi équipé d'un relance boule, une sorte de rampe qui par du carré des quilles y arrive jusqu'au pas de tir pour permettre aux joueurs de reprendre leurs boules..
Les quilles ont un format similaire à celui d'une betterave fourragère : la base est étroite et mesure environ 6cm de diamètre et la partie la plus la plus large mesure 35cm de diamètre. Elles pèsent environ 7 kg et sont faites en bois d'hêtre, orme ou charme.
La boule en bois plein pèse entre 11 et 13 kg pour les hommes et entre 9 et 11 kg pour les femmes et les enfants. Elle a environ 50 cm de diamètre et une poignée qui permet de l'attraper avec les doigts.

## Jeux similaires
- Jeu de quilles au maillet
- Quilles de huit
- Le bowling
- Quilles de neuf
- Quilles Saint-Gall
- Ninepin Bowling Classic
- Mölkky
- Kyykkä